# NRG體育場
NRG體育場是位於美國德克薩斯州休士頓的綜合性體育場。體育場建造經費為3.52億美元，可容納72,220人。該球場也是休斯敦得州人的主場。休斯顿牛仔牲畜展和竞技节和美國國家男子足球隊的比賽也會在此舉辦和進行。該體育場還舉辦過超級碗、2025年美洲金盃決賽。該球場也是2026年美加墨世界杯的賽事球場之一。本體育場是為NFL首座有伸縮式屋頂的場館。

## 外部連結
- NRG體育場網站 （页面存档备份，存于）
- NRG體育場 （页面存档备份，存于） at StadiumDB.com
- NRG Stadium Seating Chart （页面存档备份，存于）